# Žalm 144
Žalm 144 („Požehnán buď Hospodin, má skála“) je biblický žalm. V překladech, které číslují podle Septuaginty, se jedná o 143. žalm. Žalm je nadepsán takto: „Davidův.“ Podle některých vykladačů toto nadepsání znamená, že žalm byl určen pro krále z Davidova rodu. Tradiční židovský výklad naproti tomu považuje žalmy, které jsou označeny Davidovým jménem, za ty, které napsal přímo král David.

## Užití v liturgii
V židovské liturgii je žalm podle siduru součástí modliteb na zakončení Šabatu. Zvláštní součástí židovské liturgie je pak poslední verš žalmu, který slouží společně s 5. veršem 84. žalmu jako úvod k recitaci modlitby Ašrej („Blaze těm“), jejímž jádrem jsou slova 145. žalmu. Tato modlitba je součástí jak ranní modlitby v části označované jako Psukej de-zimra („Verše písní“), tak odpolední modlitby, kdy se Ašrej recituje na jejím začátku. Na rozdíl od praxe při ranní modlitbě, kde se slova úvodních veršů modlitby Ašrej recitují vstoje, se při odpolední modlitbě tytéž verše recitují v sedě.